# Ежеголовник прямой
Ежеголо́вник прямо́й (лат. Spargánium eréctum) — многолетнее водное и болотное травянистое растение, вид рода Ежеголовник.

## Ботаническое описание

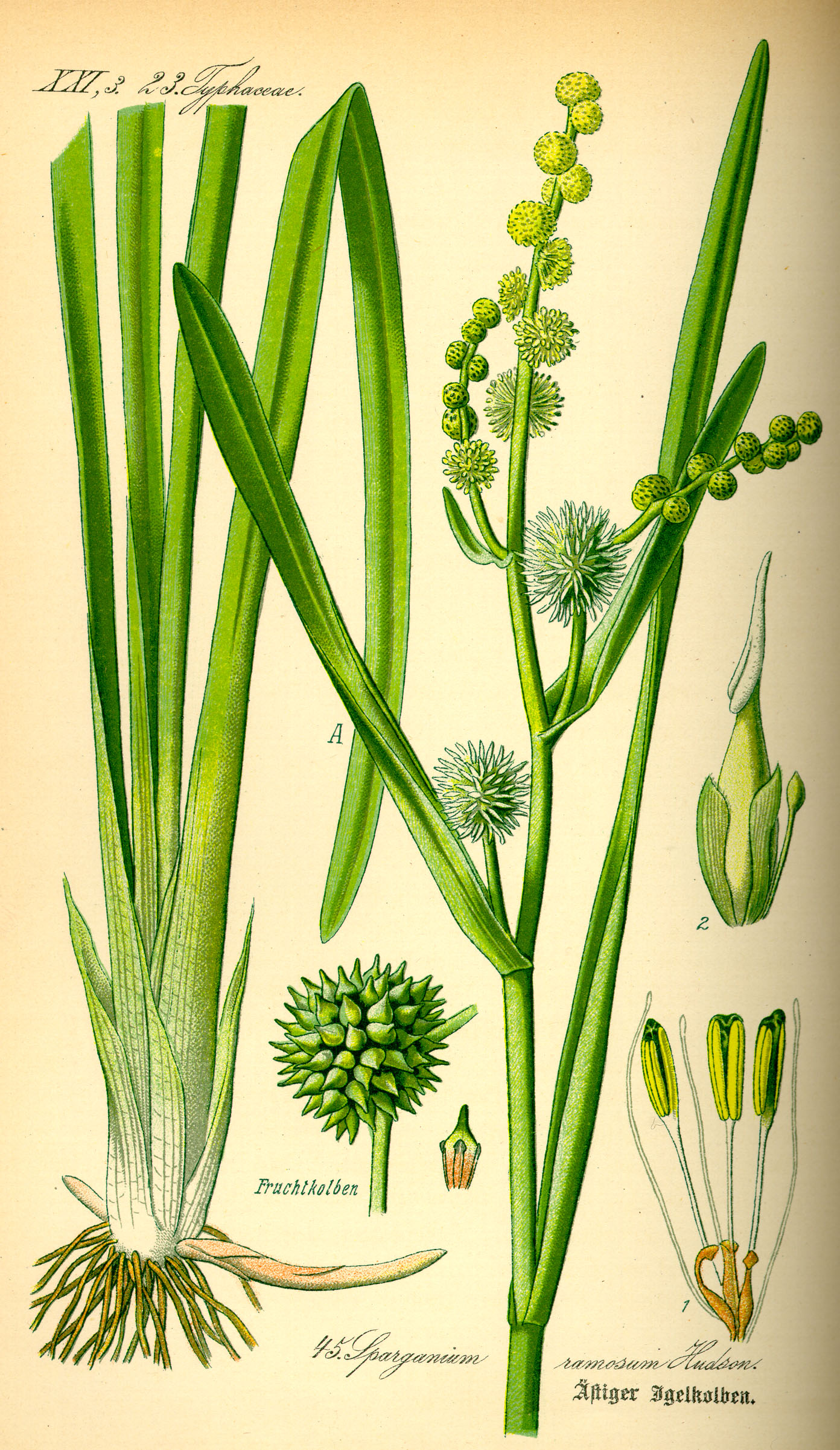

Стебель-прямостоячий, равномерно лиственный, слабый, легко перемещаемый водой, 25—150 см высотой.
Листья-очередные, без язычков, линейные, цельные, цельнокрайные, 5—15 мм шириной, снизу с острым выступающим килем. Продольные жилки светлые, просвечивающие, поперечные перемычки тёмные.
Соцветие-обычно укороченное, лишённое нормально развитых листьев, ветвящееся, состоит из 1—4 сближенных шаровидных головок тычиночных цветков и 10—20 сидячих (или на ножках) головок пестичных цветков. Головки пестичных цветков имеют размеры до 20 мм в диаметре. Цветки однополые, погружены в воду, плавают на поверхности или приподняты над водой. Околоцветник состоит из 5—6 мелких и плотных тёмных чешуевидных листочков. Тычинок три, пестик один. Рыльце значительно длиннее столбика. Цветение в европейской части России в июне — июле.
Плоды-в совокупности образующие жёсткие, колючие шаровидные головки, — зелёные, позднее темнеющие, обратно-пирамидальные, вверху резко переходящие в носик, расположены на ножке. Длина их 5—10 мм, ширина 3—6 мм. Плодоношение в европейской части России в июле — августе.

## Распространение и экология
Ежеголовник прямой распространён в Северной Африке, в зоне умеренного климата в Европе и Азии. Натурализовался в Австралии.
В России встречается широко по всей территории Европейской части, в том числе на Северном Кавказе, и в южной половине Сибири, достигая на востоке Иркутской области.
Растёт на мелководьях или по берегам озёр и рек, по луговым болотам, а также в дренажных канавах, кюветах и карьерах.
Размножается и распространяется семенами.
Представлен несколькими подвидами, нередко возводимыми в ранг вида, различающимися в основном по форме и размерам плодов.